# Saison cyclonique 2012 dans l'océan Pacifique nord-est
La saison cyclonique 2012 dans l'océan Pacifique nord-est est une saison des cyclones tropicaux débutant officiellement le 15 mai 2012 dans le Nord-Est de l'océan Pacifique, bien que la première tempête tropicale nommé Aletta se soit formée un jour plus tôt. La saison devait officiellement démarrer le 1er juin 2012 au nord du Pacifique, et la saison devrait officiellement se terminer le 30 novembre 2012.

## Noms des tempêtes 2012
La liste des noms qui sera utilisée pour nommer les tempêtes qui se formeront dans le bassin cyclonique de l'océan Atlantique Nord durant l'année 2012 sera la même que celle de la saison cyclonique 2006. Les noms qui ne sont pas retirés de cette liste seront à nouveau utilisés lors de la saison 2018.
| TT | Aletta   |
| 3  | Bud      |
| 2  | Carlotta |
| 3  | Daniel   |

| 4  | Emilia |
| 2  | Fabio  |
| 1  | Gilma  |
| TT | Hector |

| 1  | Ileana |
| TT | John   |
| TT | Kristy |
| 1  | Lane   |

| 3  | Miriam |
| TT | Norman |
| TT | Olivia |
| 3  | Paul   |

| TT   | Rosa    |
| Inc. | Sergio  |
| Inc. | Tara    |
| Inc. | Vicente |

| Inc. | Willa   |
| Inc. | Xavier  |
| Inc. | Yolanda |
| Inc. | Zeke    |

| TT | Aletta   |
| 3  | Bud      |
| 2  | Carlotta |
| 3  | Daniel   |

| 4  | Emilia |
| 2  | Fabio  |
| 1  | Gilma  |
| TT | Hector |

| 1  | Ileana |
| TT | John   |
| TT | Kristy |
| 1  | Lane   |

| 3  | Miriam |
| TT | Norman |
| TT | Olivia |
| 3  | Paul   |

| TT   | Rosa    |
| Inc. | Sergio  |
| Inc. | Tara    |
| Inc. | Vicente |

| Inc. | Willa   |
| Inc. | Xavier  |
| Inc. | Yolanda |
| Inc. | Zeke    |

## Cyclones tropicaux

### Tempête tropicaleAletta
Le 12 mai, la station météorologique NHC diffuse une alerte concernant le développement d'une perturbation à 880 km au sud sud-ouest d'Acapulco. Le même jour, la perturbation se dirige vers le nord-ouest avant le 14 mai ; ce système s'est bien organisé et a été dans un premier temps nommé tempête tropicale One-E. La dépression gagne en intensité et est désormais nommée Aletta. Le 16 mai, la tempête tropicale Aletta atteint un pic d'intensité de 80 km/h, ainsi qu'une basse pression minimum estimée à 1 000 hPa. Plus tard dans la journée du 16 mai, la tempête tropicale Aletta se mélange à des conditions climatiques défavorables, air sec notamment, qui l'affaiblissent à 65 km/h. Très tard le 16 mai, le National Hurricane Center rétrograde Aletta en dépression tropicale, tandis que le système perd sa convection après s'être dirigé vers l'ouest nord-ouest. Le 17 mai, la dépression perd la majeure partie de sa convection, tandis qu'il se dirige au nord-ouest. Tard le 17 mai, Aletta regagne un peu de sa convection lors de sa trajectoire vers le nord.

### OuraganBud
Le 12 mai, une zone de basse pression se forme au sud du Panama. La tempête s'organise lentement tandis qu'elle se déplace vers l'ouest. Le 15 mai, la tempête gagne massivement en convection, et le NHC diffuse des alertes. Tandis que la tempête se dirige vers l'ouest au nord-ouest, elle s'organise significativement. Le 17 mai, le système s'affaiblit mais persiste dans sa puissance. Le 20 mai, le système dépressionnaire se renforce rapidement et se développe encore. Le 21 mai, le NHC nomme cette dépression la dépression tropicale Two-E. Par la suite, tandis qu'elle se déplace rapidement vers l'ouest, la dépression s'organise et s'intensifie ; elle devient tempête tropicale Bud le 22 mai avec des vents atteignant 65 km/h. Bud se stabilise avant d'augmenter en intensité à partir du 23 mai et atteint 105 km/h durant l'après-midi. Le lendemain (le 24 mai), Bud s'intensifie de plus en plus rapidement, et atteint des vents à 135 km/h, puis 180 km/h durant l'après-midi, tandis que le système se dirige vers le nord. Plus tard dans la même journée, Bud se dirige au nord-est et approche dangereusement les côtes ouest du Mexique. Plus tard le 24 mai, Bud s'intensifie en ouragan majeur de catégorie 3 avec des vents à plus de 185 km/h et une zone de basse pression atteignant les 960 mbars. L'ouragan Bud réussit à maintenir ses vents violents durant les prochaines heures. Très tôt le 25 mai, l'ouragan Bud rétrograde en ouragan de catégorie 2. L'ouragan Bud s'affaiblit rapidement. Bud perd rapidement de sa convection. Dans l'après-midi du 25 mai, Bud s'affaiblit en tempête tropicale majeure et frappe les côtes ouest du Mexique. Il s'affaiblit durant les prochaines heures.

### OuraganCarlotta
Une onde tropicale située dans l'Est du Pacifique s'organise rapidement le 14 juin en dépression tropicale. Le National Hurricane Center l'intensifie en tempête tropicale et le nomme "Carlotta" durant l'après-midi. Les conditions météorologiques ont été favorables à la tempête et lui permettent de s'intensifier en ouragan de catégorie 2. Le 16 juin, Carlotta s'affaiblit en ouragan de catégorie 1 et frappe Puerto Escondido avec des vents à 145 km/h. Après avoir frappé les côtes, Carlotta s'affaiblit rapidement et redevient dépression tropicale. Carlotta se dirige à l'ouest et se dissipe vers le 17 juin.

### OuraganDaniel
Plus tôt dans la journée du 2 juillet, le National Hurricane Center repère une zone dépressionnaire active à 765 km au sud-sud-ouest d'Acapulco. Environ 24 heures après, cette zone s'organise rapidement et alerte au cyclone tropical est diffusée le 3 juillet. Le 4 juin, la zone est suffisamment organisée pour être déclarée dépression tropicale. Le 5 juin, elle s'intensifie pour devenir la tempête tropicale Daniel. Par la suite, le cyclone s'intensifie lentement et, à la suite de conditions météorologiques favorables, devient un ouragan. Durant la nuit du 7 au 8 juillet, Daniel s'intensifie très rapidement en ouragan de catégorie 2 avec des vents à plus de 170 km/h. Quelques heures plus tard, Daniel atteint son pic d'intensité à 185 km/h et atteint un statut d'ouragan de catégorie 3. Cependant, Daniel réussit à tenir son statut d'ouragan de catégorie 3 pendant 6 heures : l'œil du cyclone devient moins bien défini et l'ouragan rétrograde en catégorie 2. Le système maintient cette intensité pendant un moment, jusqu'au 9 juillet où il rétrograde en catégorie 1. Plus tôt dans la journée du 10 juillet, Daniel s'affaiblit.

### OuraganEmilia
Une petite zone dépressionnaire cependant bien définie s'organise assez pour devenir la dépression tropicale Cinq-E durant le 7 juillet et est située à 800 km au sud-sud-ouest d'Acapulco. Plus tard, durant la même journée, elle devient assez organisée pour être déclarée tempête tropicale, et se nomme désormais "Emilia", le cinquième cyclone nommé de la saison. Emilia atteint le statut d'ouragan le 9 juillet et s'intensifie rapidement en ouragan de catégorie 3. Le 10 juillet, Emilia atteint son pic d'intensité et son statut d'ouragan de catégorie 4 avec des vents à 225 km/h ainsi qu'une pression barométrique de 945 mbar.

### OuraganFabio
Tôt le 12 juillet, une zone bien définie de basse pression au sud de Mexico a gagné suffisamment d'organisation pour être déclaré comme dépression tropicale. Quelques heures seulement après la formation, les vents soutenus à plus de 60 kilomètres par heure, et l'organisation est devenue assez suffisante pour que la dépression devienne la tempête tropicale Fabio, la sixième tempête nommée de la saison. Au cours de l'après-midi du 13 juillet, Fabio s'est intensifié et est devenue un ouragan de catégorie 1, avec des vents soutenus de 130 km/h. Plus tard cette nuit-là, Fabio a continué de s'intensifier, et est devenu un fort ouragan de Catégorie 1 à 145 km/h. La tempête a maintenu cette intensité pendant un moment, avant de s'intensifier rapidement et de façon inattendue en ouragan de catégorie 2 avec des vents de 175 km/h, au cours de l'après-midi du 14 juillet, comme il était signalé que l'œil du cyclone est devenu mieux défini, le nuage arrive en haut et refroidi et le système est devenu plus symétrique. En fait, il est possible que Fabio soit brièvement devenu un ouragan de catégorie 3 au début le 15 juillet lors de la signature du satellite. Cependant, moins de 24 heures après avoir pris une catégorie 2, la tempête a commencé à ingérer de l'air plus sec et il été situé au-dessus des eaux plus froides, l'amenant à s'affaiblir progressivement et le système n'était plus de la force d'un ouragan. Le 17 juillet, le centre du système était dépourvu de la plupart de sa convection et s'est affaibli le bas à l'état de dépression tropicale au large des côtes du centre de Baja California. Le reste de la circulation a continué vers le nord, cependant, les nuages et l'humidité associés ont commencé à affluer le temps sur la Californie du Sud, le 18 juillet, finalement il continua en Californie centrale et au nord de la Californie, jusqu'au début du 20 juillet, des restes de la dépression ont atteint le Névada.

### OuraganGilma
Tard le 5 août, le National Hurricane Center a commencé à surveiller une zone de temps perturbé à environ 800 km au sud-sud-ouest d'Acapulco, au Mexique, caractérisé par des précipitations et une activité orageuse désorganisée. L'organisation rapide a eu lieu, un jour plus tard, le système a une grande chance de donner un cyclone tropical dans les 48 heures. Après une augmentation suivante de la pluviométrie et de l'activité orageuse, le NHC a déterminé que le faible système avait acquis suffisamment d'organisation pour être déclaré comme dépression tropicale à 0600 UTC le 7 août. Initialement, la dépression est ensuite devenue une tempête tropicale qui sera nommée Gilma, il était prévu que la tempête atteindrait des températures de surface de la mer plus froides dans les quatre jours, ce qui limite les chances qu'elle devienne un ouragan. Cependant, à la suite d'un rythme d'intensification plus rapide que prévu, le NHC a indiqué que Gilma avait acquis assez d'organisation pour être classée sixième ouragan de la saison à 0300 UTC le 9 août, atteignant simultanément son intensité maximale de 130 km/h. Peu de temps après, le cyclone est entré dans des eaux plus froides, ce qui l'a affaibli et l'a fait devenir une tempête tropicale pendant les heures de l'après-midi du même jour. Le cyclone s'est encore affaibli en dépression tropicale tôt le 11 août et a transité en un cyclone post-tropical cet après-midi, bien loin de la terre.

### Tempête tropicaleHector
Un creux de basse pression, s'est formé à partir des restes de l'ouragan Ernesto dans l'Atlantique, et qui a commencé à s'organiser, et pendant les heures de la soirée du 11 août, le NHC a déclaré la formation de la dépression tropicale Huit-E. Le lendemain, la dépression s'est intensifiée en tempête tropicale nommée Hector, la huitième tempête nommée de la saison 2012. Hector se déplaçait lentement vers l'ouest, avec de légères modifications dans sa force pendant son intégralité. En raison du fort cisaillement vertical du vent et de l'eau légèrement tiède autour d'Hector, pas beaucoup de renforcement était prévu, mais plutôt un affaiblissement au cours de ces prochains jours. Il ne s'est jamais intensifié en ouragan, où il est resté jusqu'à un nouvel affaiblissement qui le fera devenir une dépression tropicale le 15 août. Le lendemain, le 16 août, comme Hector manquait de nombreux orages qui entourent son centre, il a été déclaré post-tropical.
Hector a provoqué des vagues allant jusqu'à 3,7 m dans le port de Mazatlan, par la suite, les autorités limitent l'accès de la navigation de plaisance. La tempête a également apporté des intervalles de fortes averses, des rafales de vent supérieures à 65 km/h et des températures chaudes dans la plupart des municipalités de Sinaloa. 400 personnes ont été évacuées à Los Cabos en raison des inondations. 100 personnes se sont retrouvées sans abri.

### OuraganIleana
Le système de basse pression qui allait devenir l'ouragan Ileana a commencé à partir d'une onde tropicale qui est d'abord contrôlée par le National Hurricane Center le 23 août. Un développement de cette onde est attendue si elle parvient à avoir des conditions plus favorables. Vers le nord-ouest, le bas a commencé à organiser, et le 27 août, le faible système s'est organisé pour devenir la neuvième dépression tropicale de la saison. La dépression a continué à montrer des signes d'organisation et, plus tard ce jour-là, elle a été classée comme tempête tropicale qui prendra le nom d'Ileana, la neuvième tempête nommée de la saison. Ileana a profité de la température de la surface de la mer chaude et de faible cisaillement vertical du vent pour devenir mieux organisé, un tel renforcement substantiel ferait d'Ileana un ouragan, avec un pic en tant que 135 km/h ouragan de catégorie 1 le 29 août. Ileana ne s'est pas maintenue à la force d'ouragan pour longtemps, et, comme prévu, elle s'est affaiblie pour redevenir une tempête tropicale. L'affaiblissement continu d'Ileana est dû au fait qu'Ileana a traversé des eaux plus froides et rencontré une augmentation du cisaillement du vent et un l'environnement d'air plus stable. La tempête s'est affaiblie en dépression tropicale le 2 septembre, encore affaibli en un cyclone post-tropical après quelle est échoué à maintenir sa convection profonde pendant plus de douze heures.

### Tempête tropicaleJohn
Une vaste zone dépressionnaire bien à l'ouest de l'Amérique centrale s'est formée le 29 août. Au cours des deux jours suivants, le système a commencé à s'organiser lentement car il se trouvait dans une zone de conditions favorables. Le 1er septembre, une autre zone de basse pression s'était formée juste au large du Mexique, juste à l'est de la dépression en cours d'organisation. Le même jour, cette dernière a absorbé la dépression plus faible pour donner la dépression tropicale Ten-E au sud de la péninsule de Basse-Californie.
Le lendemain, la dépression est devenue la dixième tempête de la saison 2012 mais aucun renforcement significatif n'était prévu en raison du cisaillement vertical du vent modéré à élevé en plus de la température de surface de la mer légèrement chaude le long de la trajectoire de John. Ses vents soutenus n'ont jamais dépassé 75 km/h tout au long de sa vie et son centre a toujours été séparée de la canopée principale des orages en raison du cisaillement croissant. John n'a maintenu l'intensité d'une tempête tropicale que pendant 18 heures, puis est redevenue une dépression tropicale pour un autre 18 heures avant de devenir post-tropicale le 4 septembre. 
La dépression résiduelle a continué à se déplacer vers le nord-ouest pendant les 3 jours suivants, avant de se dissiper le 7 septembre. John a apporté pluie et vent sur la péninsule de Basse-Californie où le port de Los Cabos a été fermé aux petites embarcations.

### Tempête tropicaleKristy
Le 9 septembre, une zone de basse pression s'est formée à l'ouest de l'Amérique centrale. La perturbation devrait se redresser dans les prochains jours, avec des conditions favorables pour son développement. Au cours de ces prochains jours, le faible système bordé un peu les côtes de l'ouest du Mexique, mais l'interaction avec la terre n'inhibe pas le développement de cette zone de basse pression cet intensification entraine la formation de la onzième dépression tropicale de la saison. La dépression devient alors la tempête tropicale Kristy le même jour. Le système a insisté sur le maintien de son intensité même si la structure et l'organisation ont commencé à s'effondrer en raison de la conjoncture défavorable qu'elle a rencontré.Le 16 septembre, Kristy a été rétrogradée en dépression tropicale, et a été déclarée post-tropicale le lendemain, à cause d'un manque de convection profonde. Le lendemain, des avertissements de vents ont été émis en vigueur pour la Baja California Peninisula à cause des restes associé à Kristy. Kristy a également menacé le sud du Mexique.

### OuraganLane
Lane s'est formée à partir d'une zone de basse pression qui s'est formée juste à l'ouest de la tempête tropicale Kristy le 13 septembre. Dans un premier temps, son développement n'était pas attendu, car il était prévu d'interagir avec la tempête tropicale Kristy. Néanmoins, le système - éloigné de Kristy - s'est organisé et est devenu la douzième dépression tropicale de la saison 2012, le 15 septembre. Twelve-E devient mieux organisé ce jour-là, et a alors été classée comme tempête tropicale, il s'agit de la douzième tempête tropicale nommée de la saison. Dans un premier temps, Lane devait rester une tempête tropicale avant de s'affaiblir car elle s'approchait d'une zone aux conditions moins favorables. Toutefois, selon l'observation des images satellites, et à la suite d'une intensification pendant la nuit, Lane devait selon les prévisions, devenir un ouragan durant les 24 heures suivantes. Le statut a été maintenu pendant environ 30 heures, avant d'être finalement rétrogradé en tempête tropicale à 15 h 00 UTC le mardi 18 septembre.

### OuraganMiriam
L'ouragan Miriam s'est très rapidement intensifié dans la nuit du 23 au 24 septembre 2012. Il a atteint la catégorie 2. Il pourrait atteindre la catégorie 3.